# Grammy Awards de 2023
A 65.ª cerimônia anual do Grammy Awards foi realizada em 5 de fevereiro de 2023 na Crypto.com Arena, em Los Angeles, Califórnia, nos Estados Unidos. Reconheceu as melhores gravações, composições e artistas do ano de elegibilidade, de 1 de outubro de 2021 a 30 de setembro de 2022. As indicações foram anunciadas em 15 de novembro de 2022. O comediante sul-africano Trevor Noah, que apresentou as 63.ª e 64.ª cerimônias, retornou como apresentador pela terceira vez.
Beyoncé recebeu o maior número de indicações com nove, seguida por Kendrick Lamar com oito, e Adele e Brandi Carlile com sete cada. Com um total de 88 indicações na carreira, Beyoncé empatou com seu marido Jay-Z como os artistas mais indicados na história do Grammy. Un Verano Sin Ti, de Bad Bunny, se tornou o primeiro álbum em espanhol a ser indicado para Álbum do Ano.
Com sua vitória na categoria de Melhor Álbum de Dance/Eletrônica, Beyoncé ultrapassou o maestro húngaro-britânico Georg Solti, e se tornou a artista mais premiada da história do Grammy, com 32 prêmios.

## Antecedentes
Para a cerimônia de 2023, a academia anunciou várias mudanças nas categorias e regras de elegibilidade:

### Mudanças nas categorias
- Cinco categorias - Melhor Performance de Música Alternativa, Melhor Performance Americana, Melhor Trilha Sonora de Videogames e Outras Mídias Interativas, Melhor Álbum de Poesia Falada, e Compositor do Ano, Não Clássico - foram adicionadas.
- Um Prêmio Especial de Mérito, Melhor Canção para Mudança Social, foi adicionado. O prêmio será determinado por um Comitê da Blue Ribbon, e destina-se a premiar canções que "contêm conteúdo lírico que aborda uma questão social oportuna e promove compreensão, construção da paz e empatia".
- Nas categorias de Melhor Gravação de Ópera e Melhor Compêndio Clássico, compositores e libretistas tornaram-se elegíveis para o prêmio.
- Melhor Álbum de New Age foi renomeado como Melhor Álbum de New Age, Ambiente ou Cântico.
- Para Melhor Álbum de Teatro Musical, compositores e letristas com mais de 50% da trilha de uma nova gravação tornaram-se elegíveis para o prêmio.
- Melhor Álbum Falado foi renomeado como Melhor Gravação de Audio Book, Narração e Contação de História. Poesia falada não é mais elegível para este prêmio, e agora é reconhecida na categoria Melhor Álbum de Poesia Falada.

### Elegibilidade dos álbums
- Para serem elegíveis para consideração, os álbuns devem conter mais de 75% do tempo de reprodução de música nova gravada; a regra anterior de elegibilidade era de 50%. Esta regra não se aplica às categorias de Melhor Trilha Sonora de Compilação, Melhor Álbum Histórico, Melhor Álbum de Áudio Imersivo, Melhor Embalagem de Gravação, Melhor Embalagem Especial e Melhor Nota de Álbum.

### Comitês de habilidades
- Para três categorias do campo da música clássica (Produtor do Ano, Clássico, Melhor Engenharia de Álbum, Clássico, e Melhor Composição Clássica Contemporânea), as indicações serão determinadas por comitês especializados nessas habilidades.

## Apresentações

### Cerimônia de estreia
| Artista(s)                                                                                    | Canção(ões)                  | Apresentado(s) por |
| --------------------------------------------------------------------------------------------- | ---------------------------- | ------------------ |
| The Blind Boys of Alabama La Santa Cecilia Bob Mintzer Shoshana Bean Buddy Guy Maranda Curtis | "I Just Want to Celebrate"   | —                  |
| Samara Joy                                                                                    | "Can't Get Out of This Mood" | Randy Rainbow      |
| Arooj Aftab Anoushka Shankar                                                                  | "Udhero Na"                  | Randy Rainbow      |
| Carlos Vives                                                                                  | "La Gota Fría" "Pa' Mayté"   | Randy Rainbow      |
| Madison Cunningham                                                                            | "Life According to Raechel"  | Randy Rainbow      |

### Cerimônia principal
| Artista(s) | Canção(ões) | Apresentado(s) por |
| --- | --- | ------------------ |
| Bad Bunny | "El Apagón" "Después de la Playa" | Trevor Noah        |
| Brandi Carlile | "Broken Horses" | Catherine Carlile  |
| Stevie Wonder WanMor Smokey Robinson Chris Stapleton | Tributo a Berry Gordy e Smokey Robinson: "The Way You Do the Things You Do" "The Tears of a Clown" "Higher Ground" | Billy Crystal      |
| Lizzo | "About Damn Time" "Special" | Jayla Sullivan     |
| Harry Styles | "As It Was" | Kid Harpoon        |
| Kacey Musgraves Quavo Maverick City Music Sheryl Crow Mick Fleetwood Bonnie Raitt | Em Memória: "Coal Miner's Daughter" (tributo a Loretta Lynn) "Without You" "See You Again" (tributo a Takeoff) "Songbird" (tributo a Christine McVie) | Trevor Noah        |
| Sam Smith e Kim Petras | "Unholy" | Madonna            |
| Mary J. Blige | "Good Morning Gorgeous" | Trevor Noah        |
| The Roots Black Thought Grandmaster Flash com Barshon, Rahiem, Melle Mel e Scorpio Run-DMC LL Cool J DJ Jazzy Jeff Salt-N-Pepa Rakim Public Enemy (Chuck D e Flavor Flav) De La Soul Scarface Ice-T Queen Latifah Method Man Big Boi Busta Rhymes e Spliff Star Missy Elliott Nelly e City Spud Too $hort Swizz Beatz e The Lox Lil Baby GloRilla Lil Uzi Vert | 50 Anos do Hip-Hop: "Flash to the Beat" "The Message" "King of Rock" "I Can't Live Without My Radio" "Rock the Bells" "My Mic Sounds Nice" "Eric B. Is President" "Rebel Without a Pause" "Buddy" "Mind Playing Tricks on Me" "New Jack Hustler (Nino's Theme)" "U.N.I.T.Y." "Method Man" "ATLiens" "Put Your Hands Where My Eyes Could See" "Look at Me Now" "Lose Control" "Hot in Herre" "Blow the Whistle" "We Gonna Make It" "Freestyle" "F.N.F. (Let's Go)" "Just Wanna Rock" | LL Cool J          |
| Luke Combs | "Going, Going, Gone" | Justin Davis       |
| Steve Lacy Thundercat | "Bad Habit" | Trevor Noah        |
| DJ Khaled Jay-Z Lil Wayne Rick Ross John Legend Fridayy | "God Did" | Trevor Noah        |

## Vencedores e indicados
Os vencedores aparecem primeiro e destacados em negrito.

### Geral
| Gravação do Ano (apresentado por Chris Martin) - "About Damn Time" – Lizzo - "Don't Shut Me Down" – ABBA - "Easy on Me" – Adele - "Break My Soul" – Beyoncé - "Good Morning Gorgeous" – Mary J. Blige - "You and Me on the Rock" – Brandi Carlile - "Woman" – Doja Cat - "Bad Habit" – Steve Lacy - "The Heart Part 5" – Kendrick Lamar - "As It Was" – Harry Styles                                                              | Álbum do Ano (apresentado por Trevor Noah) - Harry's House – Harry Styles - Voyage – ABBA - 30 – Adele - Un Verano Sin Ti – Bad Bunny - Renaissance – Beyoncé - Good Morning Gorgeous – Mary J. Blige - In These Silent Days – Brandi Carlile - Music of the Spheres – Coldplay - Mr. Morale and the Big Steppers – Kendrick Lamar - Special – Lizzo |
| Canção do Ano (apresentado por Jill Biden) - "Just Like That" – Bonnie Raitt - "ABCDEFU" – Gayle - "About Damn Time" – Lizzo - "All Too Well (10 Minute Version) (The Short Film)" – Taylor Swift - "As It Was" – Harry Styles - "Bad Habit" – Steve Lacy - "Break My Soul" – Beyoncé - "Easy on Me" – Adele - "God Did" – DJ Khaled com Rick Ross, Lil Wayne, Jay-Z, John Legend e Fridayy - "The Heart Part 5" – Kendrick Lamar | Artista Revelação (apresentado por Olivia Rodrigo) - Samara Joy - Anitta - Omar Apollo - Domi and JD Beck - Muni Long - Latto - Måneskin - Tobe Nwigwe - Molly Tuttle - Wet Leg |

### Pop
| Melhor Performance Pop Solo (apresentado por Dwayne Johnson) - "Easy on Me" – Adele - "Moscow Mule" – Bad Bunny - "Woman" – Doja Cat - "Bad Habit" – Steve Lacy - "About Damn Time" – Lizzo - "As It Was" – Harry Styles                                        | Melhor Performance Pop de Grupo/Dupla (apresentado por Smokey Robinson) - "Unholy" – Sam Smith e Kim Petras - "Don't Shut Me Down" – ABBA - "Bam Bam" – Camila Cabello com part. de Ed Sheeran - "My Universe" – Coldplay e BTS - "I Like You (A Happier Song)" – Post Malone e Doja Cat |
| Melhor Álbum Vocal de Pop Tradicional (apresentado por Amanda Gorman na cerimônia de estreia) - Higher – Michael Bublé - When Christmas Comes Around... – Kelly Clarkson - I Dream of Christmas – Norah Jones - Evergreen – Pentatonix - Thank You – Diana Ross | Melhor Álbum Vocal de Pop (apresentado por Jennifer Lopez) - Harry's House – Harry Styles - Voyage – ABBA - 30 – Adele - Music of the Spheres – Coldplay - Special – Lizzo |

### Dance/Eletrônica
| Melhor Gravação de Dance/Eletrônica (apresentado por Myles Frost na cerimônia de estreia) - "Break My Soul" – Beyoncé - "Rosewood" – Bonobo - "Don't Forget My Love" – Diplo e Miguel - "I'm Good (Blue)" – David Guetta e Bebe Rexha - "Intimidated" – Kaytranada com part. de H.E.R. - "On My Knees" – Rüfüs Du Sol | Melhor Álbum de Dance/Eletrônica (apresentado por James Corden) - Renaissance – Beyoncé - Fragments – Bonobo - Diplo – Diplo - The Last Goodbye – Odesa - Surrender – Rüfüs du Sol |

### Música Instrumental Contemporânea
| Melhor Álbum Instrumental Contemporâneo (apresentado por Judy Collins na cerimônia de estreia) - Empire Central – Snarky Puppy - Between Dreaming and Joy – Jeff Coffin - Not Tight – DOMi & JD Beck - Blooz – Grant Geissman - Jacob's Ladder – Brad Mehldau |

### Rock
| Melhor Performance de Rock (apresentado por Jimmy Jam na cerimônia de estreia) - "Broken Horses" – Brandi Carlile - "So Happy It Hurts" – Bryan Adams - "Old Man" – Beck - "Wild Child" – The Black Keys - "Crawl!" – Idles - "Patient Number 9" – Ozzy Osbourne com part. de Jeff Beck - "Holiday"– Turnstile | Melhor Performance de Metal (apresentado por Jimmy Jam na cerimônia de estreia) - "Degradation Rules" – Ozzy Osbourne com part. de Tony Iommi - "Call Me Little Sunshine" – Ghost - "We'll Be Back" – Megadeth - "Kill Or Be Killed" – Muse - "Blackout" – Turnstile                       |
| Melhor Canção de Rock (apresentado por Jimmy Jam na cerimônia de estreia) - "Broken Horses" – Brandi Carlile - "Black Summer" – Red Hot Chili Peppers - "Blackout" – Turnstile - "Harmonia's Dream" –The War On Drugs - "Patient Number 9" – Ozzy Osbourne com part. de Jeff Beck                              | Melhor Álbum de Rock (apresentado por Jimmy Jam na cerimônia de estreia) - Patient Number 9 – Ozzy Osbourne - Dropout Boogie – The Black Keys - The Boy Named If – Elvis Costello e The Imposters - Crawler – Idles - Mainstream Sellout – Machine Gun Kelly - Lucifer on the Sofa – Spoon |

### Música Alternativa
| Melhor Performance de Música Alternativa (apresentado por Jimmy Jam na cerimônia de estreia) - "Chaise Longue" – Wet Leg - "There’d Better Be a Mirrorball" – Arctic Monkeys - "Certainty" – Big Thief - "King" – Florence and the Machine - "Spitting Off the Edge of the World" – Yeah Yeah Yeahs com part. de Perfume Genius | Melhor Álbum de Música Alternativa (apresentado por Jimmy Jam na cerimônia de estreia) - Wet Leg – Wet Leg - We – Arcade Fire - Dragon New Warm Mountain I Believe in You – Big Thief - Fossora – Björk - Cool It Down – Yeah Yeah Yeahs |

### R&B
| Melhor Performance de R&B (apresentado por Jimmy Jam na cerimônia de estreia) - "Hrs & Hrs" – Muni Long - "Virgo's Groove" – Beyoncé - "Here With Me" – Mary J. Blige com part. de Anderson .Paak - "Over" – Lucky Daye - "Hurt Me So Good" – Jazmine Sullivan | Melhor Performance de R&B Tradicional (apresentado por Jimmy Jam na cerimônia de estreia) - "Plastic Off the Sofa" – Beyoncé - "Do 4 Love" – Snoh Aalegra - "Keeps on Fallin’" – Babyface com part. de Ella Mai - "’Round Midnight" – Adam Blackstone com part. de Jazmine Sullivan - "Good Morning Gorgeous" – Mary J. Blige |
| Melhor Canção de R&B (apresentado por Viola Davis) - "Cuff It" – Beyoncé - "Good Morning Gorgeous" – Mary J. Blige - "Hrs & Hrs" – Muni Long - "Hurt Me So Good" – Jazmine Sullivan - "Please Don't Walk Away" – PJ Morton                                     | Melhor Álbum de R&B Progressivo (apresentado por Jimmy Jam na cerimônia de estreia) - Gemini Rights – Steve Lacy - Operation Funk – Cory Henry - Drones – Terrace Martin - Starfruit – Moonchild - Red Balloon – Tank and the Bangas                                                                                          |
| Melhor Álbum de R&B (apresentado por Jimmy Jam na cerimônia de estreia) - Black Radio III – Robert Glasper - Good Morning Gorgeous – Mary J. Blige - Breezy – Chris Brown - Candydrip – Lucky Daye - Watch the Sun – PJ Morton                                 | |

### Rap
| Melhor Performance de Rap (apresentado por Jimmy Jam na cerimônia de estreia) - "The Heart Part 5" – Kendrick Lamar - "God Did" – DJ Khaled com part. de Rick Ross, Lil Wayne, Jay-Z, John Legend e Fridayy - "Vegas" – Doja Cat - "Pushin P" – Gunna e Future com part. de Young Thug - "F.N.F. (Let's Go)" – Hitkidd e GloRilla                 | Melhor Performance de Rap Melódico (apresentado por Jimmy Jam na cerimônia de estreia) - "Wait for U" – Future com Drake e Tems - "Beautiful" – DJ Khaled com part. de Future e SZA - "First Class – Jack Harlow - "Die Hard" – Kendrick Lamar com part. de Blxst e Amanda Reifer - "Big Energy (Live)" – Latto |
| Melhor Canção de Rap (apresentado por Jimmy Jam na cerimônia de estreia) - "The Heart Part 5" – Kendrick Lamar - "Churchill Downs" – Jack Harlow com part. de Drake - "God Did" – DJ Khaled com Rick Ross, Lil Wayne, Jay-Z, John Legend e Fridayy - "Pushin P" – Gunna e Future com Young Thug - "Wait for U" – Future com part. de Drake e Tems | Melhor Álbum de Rap (apresentado por Cardi B) - Mr. Morale & the Big Steppers – Kendrick Lamar - God Did – DJ Khaled - I Never Liked You – Future - Come Home the Kids Miss You – Jack Harlow - It’s Almost Dry – Pusha T                                                                                       |

### Country
| Melhor Performance Solo de Country (apresentado por Domi and JD Beck na cerimônia de estreia) - "Live Forever" – Willie Nelson - "Heartfirst" – Kelsea Ballerini - "Something In The Orange" – Zach Bryan - "In His Arms" – Miranda Lambert - "Circles Around This Town" – Maren Morris                                                                                    | Melhor Performance Country de Dupla/Grupo (apresentado por Domi and JD Beck na cerimônia de estreia) - "Never Wanted To Be That Girl" – Carly Pearce e Ashley McBryde - "Wishful Drinking" – Ingrid Andress e Sam Hunt - "Midnight Rider's Prayer" – Brothers Osborne - "Outrunnin' Your Memory" – Luke Combs e Miranda Lambert - "Does He Love You - Revisited" – Reba McEntire e Dolly Parton - "Going Where The Lonely Go" – Robert Plant e Alison Krauss |
| Melhor Canção de Country (apresentado por Domi and JD Beck na cerimônia de estreia) - "'Til You Can't" – Cody Johnson - "Circles Around This Town" – Maren Morris - "Doin' This" – Luke Combs - "I Bet You Think About Me (Taylor's Version) (From The Vault)" – Taylor Swift - "If I Was A Cowboy" – Miranda Lambert - "I'll Love You Till The Day I Die" – Willie Nelson | Melhor Álbum de Country (apresentado por Shania Twain) - A Beautiful Time – Willie Nelson - Growin' Up – Luke Combs - Palomino – Miranda Lambert - Ashley McBryde Presents: Lindeville – Ashley McBryde - Humble Quest – Maren Morris |

### New Age
| Melhor Álbum de New Age, Ambiente ou Cântico (apresentado por Myles Frost na cerimônia de estreia) - Mystic Mirror – White Sun - Positano Songs – Will Ackerman - Joy – Paul Avgerinos - Mantra Americana – Madi Das e Dave Stringer com Bhakti Without Borders - The Passenger – Cheryl B. Engelhardt |

### Jazz
| Melhor Solo de Jazz Improvisado (apresentado por Amanda Gorman na cerimônia de estreia) - "Endangered Species" – Wayne Shorter e Leo Genovese - "Rounds (Live)" – Ambrose Akinmusire - "Keep Holding On" – Gerald Albright - "Falling" – Melissa Aldana - "Call of the Drum" – Marcus Baylor - "Cherokee/Koko" – John Beasley | Melhor Álbum Vocal de Jazz (apresentado por Amanda Gorman na cerimônia de estreia) - Linger Awhile – Samara Joy - The Evening: Live At APPARATUS – The Baylor Project - Fade to Black – Carmen Lundy - Fifty – The Manhattan Transfer com The WDR Funkhausorchester - Ghost Song – Cécile McLorin Salvant |
| Melhor Álbum Instrumental de Jazz (apresentado por Amanda Gorman na cerimônia de estreia) - New Standards Vol. 1 – Terri Lyne Carrington, Kris Davis, Linda May Han Oh, Nicholas Payton e Matthew Stevens - Live in Italy – Peter Erskine Trio - LongGone – Joshua Redman, Brad Mehldau, Christian McBride e Brian Blade - Live at the Detroit Jazz Festival – Wayne Shorter, Terri Lyne Carrington, Leo Genovese e Esperanza Spalding - Parallel Motion – Yellowjackets | Melhor Álbum de Grande Conjunto de Jazz (apresentado por Amanda Gorman na cerimônia de estreia) - Generation Gap Jazz Orchestra – Steven Feifke, Bijon Watson, Generation Gap Jazz Orchestra - Bird Lives – John Beasley, Magnus Lindgren & SWR Big Band - Remembering Bob Freedman – Ron Carter e The Jazzaar Festival Big Band dirigido por Christian Jacob - Center Stage – Steve Gadd, Eddie Gómez, Ronnie Cuber & WDR Big Band conduzido por Michael Abene - Architecture of Storms – Remy Le Boeuf's Assembly of Shadows |
| Melhor Álbum de Jazz Latino (apresentado por Judy Collins na cerimônia de estreia) - Fandango at The Wall in New York – Arturo O'Farrill & The Afro Latin Jazz Orchestra com part. de The Congra Patria Son Jarocho Collective - Crisálida – Danilo Pérez com part. de The Global Messengers - If You Will – Flora Purim - Rhythm & Soul – Arturo Sandoval - Música de las Américas – Miguel Zenón                                                                       | |

### Gospel/Música Cristã Contemporânea
| Melhor Performance/Canção de Gospel (apresentado por Domi and JD Beck na cerimônia de estreia) - "Kingdom" – Maverick City Music e Kirk Franklin - "Positive" – Erica Campbell - "When I Pray" – Doe - "The Better Benediction" – PJ Morton com part. de Zacardi Cortez, Gene Moore, Samoht, Tim Rogers e Darrel Walls - "Get Up" – Tye Tribbett | Melhor Performance/Canção de Música Cristã Contemporânea (apresentado por Domi and JD Beck na cerimônia de estreia) - "Fear is Not My Future" – Maverick City Music e Kirk Franklin - "God Really Loves Us (Radio Version)" – Crowder com part. de Dante Bowe e Maverick City Music - "So Good" – Doe - "For God is With Us" – For King & Country e Hillary Scott - "Holy Forever" – Chris Tomlin - "Hymn of Heaven (Radio Version)" – Phil Wickham |
| Melhor Álbum de Gospel (apresentado por Domi and JD Beck na cerimônia de estreia) - One Deluxe – Maverick City Music e Kirk Franklin - Die To Live – Maranda Curtis - Breakthrough: The Exodus (Live) – Ricky Dillard - Clarity – Doe - All Things New – Tye Tribbett                                                                            | Melhor Álbum de Música Cristã Contemporânea (apresentado por Domi and JD Beck na cerimônia de estreia) - Breathe – Maverick City Music - Lion – Elevation Worship - Life After Death – TobyMac - Always – Chris Tomlin - My Jesus – Anne Wilson |
| Melhor Álbum de Gospel Raiz (apresentado por Domi and JD Beck na cerimônia de estreia) - The Urban Hymnal – Tennessee State University Marching Band - Let's Just Praise the Lord – Gaither Vocal Band - Confessio - Irish American Roots – Keith & Kristyn Getty - The Willie Nelson Family – Willie Nelson - 2:22 – Karen Peck and New River   | |

### Música Latina
| Melhor Álbum de Pop Latino (apresentado por Arturo O'Farrill na cerimônia de estreia) - Pasieros – Rubén Blades e Boca Livre - Aguilera – Christina Aguilera - De Adentro Pa Afuera – Camilo - Viajante – Fonseca - Dharma + – Sebastián Yatra                                                            | Melhor Álbum de Música Urbana (apresentado por SZA) - Un Verano Sin Ti – Bad Bunny - Trap Cake, Vol. 2 – Rauw Alejandro - Legendaddy – Daddy Yankee - La 167 – Farruko - The Love & Sex Tape – Maluma |
| Melhor Álbum de Rock Latino ou Música Alternativa (apresentado por Arturo O'Farrill na cerimônia de estreia) - Motomami – Rosalía - El Alimento – Cimafunk - Tinta y Tiempo – Jorge Drexler - 1940 Carmen – Mon Laferte - Alegoría – Gaby Moreno - Los Años Salvajes – Fito Páez                          | Melhor Álbum de Música Regional Mexicana (incluindo Tejano) (apresentado por Arturo O'Farrill na cerimônia de estreia) - Un Canto por México - El Musical – Natalia Lafourcade - Abeja Reina – Chiquis - La Reunión (Deluxe) – Los Tigres del Norte - EP #1 Forajido – Christian Nodal - Qué Ganas de Verte (Deluxe) – Marco Antonio Solís |
| Melhor Álbum Latino de Música Tropical (apresentado por Judy Collins na cerimônia de estreia) - Pa'llá Voy – Marc Anthony - Quiero Verte Feliz – La Santa Cecilia - Lado A Lado B – Víctor Manuelle - Legendario – Tito Nieves - Imágenes Latinas – Spanish Harlem Orchestra - Cumbiana II – Carlos Vives | |

### Raízes Americanas
| Melhor Performance de Raízes Americanas (apresentado por Judy Collins na cerimônia de estreia) - "Stompin' Ground" – Aaron Neville e The Dirty Dozen Brass Band - "Someday It'll All Make Sense (Bluegrass Version)" – Bill Anderson com part. de Dolly Parton - "Life According to Raechel" – Madison Cunningham - "Oh Betty" – Fantastic Negrito - "Prodigal Daughter" – Aoife O'Donovan e Allison Russell | Melhor Canção de Raízes Americanas (apresentado por Judy Collins na cerimônia de estreia) - "Just Like That" – Bonnie Raitt - "Bright Star" – Mitchell - "Forever" – Sheryl Crow - "High and Lonesome" – Robert Plant e Alison Krauss - "Prodigal Daughter" – Aoife O'Donovan e Allison Russell - "You and Me on the Rock" – Brandi Carlile e Lucius                                                                                           |
| Melhor Álbum de Americana (apresentado por Judy Collins na cerimônia de estreia) - In These Silent Days – Brandi Carlile - Things Happen That Way – Dr. John - Good to Be... – Keb' Mo' - Raise the Roof – Robert Plant e Alison Krauss - Just Like That... – Bonnie Raitt | Melhor Álbum de Bluegrass (apresentado por Domi and JD Beck na cerimônia de estreia) - Crooked Tree – Molly Tuttle e Golden Highway - Toward the Fray – The Infamous Stringdusters - Almost Proud – The Del McCoury Band - Calling You from My Mountain – Peter Rowan - Get Yourself Outside – Yonder Mountain String Band |
| Melhor Álbum de Blues Tradicional (apresentado por Domi and JD Beck na cerimônia de estreia) - Get On Board – Taj Mahal e Ry Cooder - Heavy Load Blues – Gov't Mule - The Blues Don't Lie – Buddy Guy - The Sun Is Shining Down – John Mayall - Mississippi Son – Charlie Musselwhite | Melhor Álbum de Blues Contemporâneo (apresentado por Domi and JD Beck na cerimônia de estreia) - Brother Johnny – Edgar Winter - Done Come Too Far – Shemekia Copeland - Crown – Eric Gales - Bloodline Maintenance – Ben Harper - Set Sail – North Mississippi Allstars |
| Melhor Álbum de Folk (apresentado por Babyface na cerimônia de estreia) - Revealer – Madison Cunningham - Spellbound – Judy Collins - The Light at the End of the Line – Janis Ian - Age of Apathy – Aoife O'Donovan - Hell on Church Street – Punch Brothers | Melhor Álbum de Música de Raízes Regional (apresentado por Domi and JD Beck na cerimônia de estreia) - Live at the 2022 New Orleans Jazz & Heritage Festival – Ranky Tanky - Full Circle – Sean Ardoin, Kreole Rock e Soul com part. de LSU Golden Band from Tigerland - Natalie Noelani – Natalie Ai Kamauu - Halau Hula Keali'i O Nalani - Live at the Getty Center – Halau Hula Keali'i O Nalani - Lucky Man – Nathan & The Zydeco Cha Chas |
| Melhor Performance de Americana (apresentado por Judy Collins na cerimônia de estreia) - "Made Up Mind" – Bonnie Raitt - "Silver Moon [A Tribute to Michael Nesmith]" – Eric Alexandrakis - "There You Go Again" – Asleep at the Wheel com part. de Lyle Lovett - "The Message" – Blind Boys of Alabama com part. de Black Violin - "You and Me on the Rock" – Brandi Carlile com part. de Lucius            | |

### Reggae
| Melhor Álbum de Reggae (apresentado por Arturo O'Farrill na cerimônia de estreia) - The Kalling – Kabaka Pyramid - Gifted – Koffee - Scorcha – Sean Paul - Third Time's the Charm – Protoje - Com Fly Wid Mi – Shaggy |

### Música Global
| Melhor Performance de Música Global (apresentado por Arturo O'Farrill na cerimônia de estreia) - "Bayethe" – Wouter Kellerman, Zakes Bantwini e Nomcebo Zikode - "Udhero Na" – Arooj Aftab e Anoushka Shankar - "Gimme Love" – Matt B e Eddy Kenzo - "Last Last" – Burna Boy - "Neva Bow Down" – Rocky Dawuni com part. de Blvk H3ro | Melhor Álbum de Música Global (apresentado por Arturo O'Farrill na cerimônia de estreia) - Sakura – Masa Takumi - Shuruaat – Berklee Indian Ensemble - Love, Damini – Burna Boy - Queen of Sheba – Angélique Kidjo e Ibrahim Maalouf - Between Us... (Live) – Anoushka Shankar, Metropole Orkest e Jules Buckley com part. de Manu Delago |

### Infantil
| Melhor Álbum de Música Infantil (apresentado por Amanda Gorman na cerimônia de estreia) - The Movement – Alphabet Rockers - Into the Little Blue House – Wendy and DB - Los Fabulosos – Lucky Diaz and the Family Jam Band - Ready Set Go! – Divinity Roxx - Space Cadet – Justin Roberts |

### Recitação
| Melhor Gravação de Audio Book, Narração e Contação de História (apresentado por Amanda Gorman na cerimônia de estreia) - Finding Me – Viola Davis - Act Like You Got Some Sense – Jamie Foxx - All About Me!: My Remarkable Life in Show Business – Mel Brooks - Aristotle and Dante Dive into the Waters of the World – Lin-Manuel Miranda - Music Is History – Questlove | Melhor Álbum de Poesia Falada (apresentado por Judy Collins na cerimônia de estreia) - The Poet Who Sat by the Door – J. Ivy - Black Men Are Precious – Ethelbert Miller - Call Us What We Carry: Poems – Amanda Gorman - Hiding in Plain View – Malcolm-Jamal Warner - You Will Be Someone’s Ancestor. Act Accordingly. – Amir Sulaiman |

### Comédia
| Melhor Álbum de Comédia (apresentado por Babyface na cerimônia de estreia) - The Closer – Dave Chappelle - Comedy Monster – Jim Gaffigan - A Little Brains, A Little Talent – Randy Rainbow - Sorry – Louis C.K. - We All Scream – Patton Oswalt |

### Teatro Musical
| Melhor Álbum de Teatro Musical (apresentado por Babyface na cerimônia de estreia) - Into the Woods (2022 Broadway Cast Recording) – 2022 Broadway Cast - Caroline, or Change – New Broadway Cast - MJ The Musical – Original Broadway Cast - Mr. Saturday Night – Original Broadway Cast - Six: Live on Opening Night – Original Broadway Cast - A Strange Loop – Original Broadway Cast |

### Música de Mídia Visual
| Melhor Compilação de Trilha Sonora para Mídia Visual (apresentado por Randy Rainbow na cerimônia de estreia) - Encanto – Vários Artistas - Elvis – Vários Artistas - Stranger Things: Music from the Netflix Original Series, Season 4 (Vol. 2) – Vários Artistas - Top Gun: Maverick – Lorne Balfe, Harold Faltermeyer, Lady Gaga e Hans Zimmer - West Side Story – Vários Artistas | Melhor Trilha Sonora para Mídia Visual (apresentado por Randy Rainbow na cerimônia de estreia) - Encanto – Germaine Franco - The Batman – Michael Giacchino - No Time to Die – Hans Zimmer - The Power of the Dog – Jonny Greenwood - Succession: Season 3 – Nicholas Britell |
| Melhor Trilha Sonora para Video Games e Outras Mídias Interativas (apresentado por Randy Rainbow na cerimônia de estreia) - Assassin's Creed Valhalla: Dawn of Ragnarök – Stephanie Economou - Aliens: Fireteam Elite – Austin Wintory - Call of Duty: Vanguard – Bear McCreary - Marvel's Guardians of the Galaxy – Richard Jacques - Old World – Christopher Tin                   | Melhor Canção Escrita para Mídia Visual (apresentado por Babyface na cerimônia de estreia) - "We Don't Talk About Bruno" (de Encanto) – Carolina Gaitán, Mauro Castillo, Adassa, Rhenzy Feliz, Diane Guerrero, Stephanie Beatriz e elenco de Encanto - "Be Alive" (de King Richard) – Beyoncé - "Carolina" (de Where the Crawdads Sing) – Taylor Swift - "Hold My Hand" (de Top Gun: Maverick) – Lady Gaga - "Keep Rising" (de A Mulher Rei) – Jessy Wilson com part. de Angelique Kidjo - "Nobody Like U" (de Turning Red) – 4**Town com part. de Finneas, Jordan Fisher, Josh Levi, Grayson Villanueva e Topher Ngo |

### Composição/Arranjo
| Melhor Composição Instrumental (apresentado por Myles Frost na cerimônia de estreia) - "Refuge" – Geoffrey Keezer - "African Tales" – Tasha Warren e Dave Eggar - "El País Invisible" – Miguel Zenón, José Antonio Zayas Cabán, Ryan Smith e Casey Rafn - "Fronteras (Borders) Suite: Al-Musafir Blues" – Danilo Pérez com part. de The Global Messengers - "Snapshots" – Tasha Warren e Dave Eggar  | Melhor Arranjo, Instrumental ou A capella (apresentado por Myles Frost na cerimônia de estreia) - "Scrapple From the Apple" – John Beasly e The SWR Big Band com part. de Martin Auer - "As Days Go By (An Arrangement of The Family Matters Theme Song)" – Armand Hutton com part. de Terrell Hunt e Just 6 - "How Deep Is Your Love" – Kings Return - "Main Titles (Doctor Strange In The Multiverse Of Madness)" – Danny Elfman - "Minnesota, WI" – Remy Le Boeuf |
| Melhor Arranjo, Instrumentos e Vocais (apresentado por Myles Frost na cerimônia de estreia) - "Songbird (Orchestral Version)" – Christine McVie - "Let It Happen" – Louis Cole - "Never Gonna Be Alone" – Jacob Collier com part. de Lizzy McAlpine e John Mayer - "Optimistic Voices / No Love Dying" – Cécile McLorin Salvant - "2 + 2 = 5 (Arr. Nathan Schram)" – Becca Stevens e Attacca Quartet | |

### Embalagem, Notas e Histórico
| Melhor Embalagem de Gravação (apresentado por Arturo O'Farrill na cerimônia de estreia) - Beginningless Beginning – Tamsui-Kavalan Chinese Orchestra - Divers – Soporus - Everything Was Beautiful – Spiritualized - Telos – Fann - Voyeurist – Underoath                                                                                       | Melhor Embalagem de Box ou Edição Especial Limitada (apresentado por Arturo O'Farrill na cerimônia de estreia) - In and Out of the Garden: Madison Square Garden '81, '82, '83 – The Grateful Dead - Artists Inspired By Music: Interscope Reimagined – Vários artistas - Big Mess – Danny Elfman - Black Pumas (Collector's Edition Box Set) – Black Pumas - Book – They Might Be Giants |
| Melhor Notas de Álbum (apresentado por Arturo O'Farrill na cerimônia de estreia) - Yankee Hotel Foxtrot (20th Anniversary Super Deluxe Edition) – Wilco - The American Clavé Recordings – Astor Piazzolla - Andy Irvine & Paul Brady – Andy Irvine e Paul Brady - Harry Partch, 1942 – Harry Partch - Life's Work: A Retrospective – Doc Watson | Melhor Álbum Histórico (apresentado por Arturo O'Farrill na cerimônia de estreia) - Yankee Hotel Foxtrot (20th Anniversary Super Deluxe Edition) – Wilco - Against The Odds: 1974-1982 – Blondie - The Goldberg Variations - The Complete Unreleased 1981 Studio Sessions – Glenn Gould - Life's Work: A Retrospective – Doc Watson - To Whom It May Concern... – Freestyle Fellowship    |

### Produção
| Melhor Engenharia de Álbum, Não Clássico (apresentado por Myles Frost na cerimônia de estreia) - Harry's House – Harry Styles (engenheiros: Jeremy Hatcher, Oli Jacobs, Nick Lobel, Mark "Spike" Stent e Sammy Witte; engenheiro de masterização: Randy Merrill) - Adolescence – Baynk (engenheiros: George Nicholas e Ryan Schwabe; engenheiro de masterização: Ryan Schwabe) - Black Radio III – Robert Glasper (engenheiros: Daniel Farris, Tiffany Gouché, Keith Lewis, Musiq Soulchild, Reginald Nicholas, Q-Tip, Amir Sulaiman, Michael Law Thomas e Jon Zacks; engenheiro de masterização: Chris Athens) - Chloë and the Next 20th Century – Father John Misty (engenheiros: Dave Cerminara e Jonathan Wilson; engenheiro de masterização: Adam Ayan) - Wet Leg – Wet Leg (engenheiros: Jon McMullen, Joshua Mobaraki, Alan Moulder e Alexis Smith; engenheiro de masterização: Matt Colton) | Produtor do Ano, Não Clássico (apresentado por Babyface na cerimônia de estreia) - Jack Antonoff - Dan Auerbach - Boi-1da - Dahi - Dernst "D'Mile" Emile II |
| Melhor Gravação Remixada (apresentado por Myles Frost na cerimônia de estreia) - "About Damn Time" (Purple Disco Machine Remix) – Lizzo (remixador: Purple Disco Machine) - "Break My Soul" (Terry Hunter Remix) – Beyoncé (remixador: Terry Hunter) - "Easy Lover" (Four Tet Remix) – Ellie Goulding (remixador: Four Tet) - "Slow Song" (Paul Woolford Remix) – The Knocks e Dragonette (remixador: Paul Woolford) - "Too Late Now" (Soulwax Remix) – Wet Leg (remixador: Soulwax) | Melhor Álbum de Áudio Imersivo (apresentado por Myles Frost na cerimônia de estreia) - Divine Tides – Stewart Copeland e Ricky Kej - Aguilera – Christina Aguilera - Memories...Do Not Open – The Chainsmokers - Picturing the Invisible - Focus 1 – Jane Ira Bloom - Tuvayhun — Beatitudes For a Wounded World – Nidarosdomens Jentekor e Trondheimsolistene |
| Melhor Engenharia de Álbum, Clássico (apresentado por Malcolm-Jamal Warner na cerimônia de estreia) - Bates: Philharmonia Fantastique - The Making of the Orchestra –Edwin Outwater e Chicago Symphony Orchestra - Beethoven: Symphony No. 6; Stucky: Silent Spring – Manfred Honeck e Pittsburgh Symphony Orchestra - Perspectives – Third Coast Percussion - Tuvayhun - Beatitudes for a Wounded World – Anita Brevik, Nidarosdomens Jentekor e Trondheimsolistene - Williams: Violin Concerto No. 2 & Selected Film Themes – Anne-Sophie Mutter, John Williams e Boston Symphony Orchestra | Produtor do Ano, Clássico (apresentado por Malcolm-Jamal Warner na cerimônia de estreia) - Judith Sherman - Jonathan Allen - Christoph Franke - James Ginsburg - Elaine Martone |

### Composição
| Compositor do Ano, Não Clássico (apresentado por Babyface na cerimônia de estreia) - Tobias Jesso Jr. - Amy Allen - Nija Charles - The-Dream - Laura Veltz |

### Música Clássica
| Melhor Performance Orquestrada (apresentado por Malcolm-Jamal Warner na cerimônia de estreia) - "Works by Florence Price, Jessie Montgomery, Valerie Coleman" – New York Youth Symphony - "Sila: The Breath of the World" – Vários artistas - "Dvořák: Symphonies Nos. 7-9" – Los Angeles Philharmonic e Gustavo Dudamel - "Stay on It" – Wild Up e Christopher Rountree - "John Williams: The Berlin Concert" – Berlin Philharmonic e John Williams | Melhor Gravação de Ópera (apresentado por Malcolm-Jamal Warner na cerimônia de estreia) - "Blanchard: Fire Shut Up in My Bones" – The Metropolitan Opera Orchestra; The Metropolitan Opera Chorus - "Aucoin: Eurydice" – The Metropolitan Opera Orchestra; The Metropolitan Opera Chorus - "Davis: X - The Life and Times of Malcolm X" – Boston Modern Orchestra Project; Odyssey Opera Chorus                                                                                   |
| Melhor Performance de Coral (apresentado por Malcolm-Jamal Warner na cerimônia de estreia) - "Born" – Dominic German, Maren Montalbano, Rebecca Myers e James Reese; The Crossing - "Bach: St. John Passion" – English Baroque Soloists; Monteverdi Choir - "Verdi: Requiem - The Met Remembers 9/11" – Michelle DeYoung, Eric Owens, Ailyn Pérez e Matthew Polenzani; The Metropolitan Opera Orchestra; The Metropolitan Opera Chorus               | Melhor Performance de Música de Câmara/Conjunto Pequeno (apresentado por Malcolm-Jamal Warner na cerimônia de estreia) - "Shaw: Evergreen" – Attacca Quartet - "Beethoven: Complete String Quartets, Volume 2 - The Middle Quartets" – Dover Quartet - "Musical Remembrances" – Neave Trio - "Perspectives" – Third Coast Percussion - "What Is American" – PubliQuartet |
| Melhor Solo Instrumental Clássico (apresentado por Malcolm-Jamal Warner na cerimônia de estreia) - "Letters for the Future" – The Philadelphia Orchestra - "Abels: Isolation Variation" – Hilary Hahn - "Bach: The Art of Life" – Daniil Trifonov - "Beethoven: Diabelli Variations" – Mitsuko Uchida - "A Night In Upper Town - The Music of Zoran Krajacic" – Mak Grgić                                                                            | Melhor Álbum Vocal Solo Clássico (apresentado por Malcolm-Jamal Warner na cerimônia de estreia) - Voice of Nature - The Anthropocene – Renée Fleming e Yannick Nézet-Séguin - Eden – Il Pomo d'Oro - How Do I Find You – Sasha Cooke - Okpebholo: Lord, How Come Me Here? – J’Nai Bridges e Caen Thomason-Redus - Stranger - Works for Tenor By Nico Muhly – Eric Jacobson; Brooklyn Rider e The Knights; Reginald Mobley                                                         |
| Melhor Álbum de Compêndio Clássico (apresentado por Malcolm-Jamal Warner na cerimônia de estreia) - An Adoption Story – Starr Parodi e Kitt Wakeley - Aspire – JP Jofre e Seunghee Lee - A Concert for Ukraine – Metropolitan Opera Orchestra - The Lost Birds – Christopher Tin | Melhor Composição Clássica Contemporânea (apresentado por Malcolm-Jamal Warner na cerimônia de estreia) - "Puts: Contact Kevin Puts" – Xian Zhang, Time for Three e The Philadelphia Orchestra - "Akiho: Ligneous Suite Andy Akiho" – Ian Rosenbaum e Dover Quartet - "Bermel: Intonations Derek Bermel" – Jack Quartet - "Gubaidulina: The Wrath Of God" – Andris Nelsons e Gewandhausorchester - "Requiem for the Enslaved" – Carlos Simon, MK Zulu, Marco Pavé e Hub New Music |

### Videoclipe/Filme Musical
| Melhor Videoclipe (apresentado por Babyface na cerimônia de estreia) - All Too Well: The Short Film – Taylor Swift - "Easy on Me" – Adele - "Yet to Come" – BTS - "Woman" – Doja Cat - "The Heart Part 5" – Kendrick Lamar - "As It Was" – Harry Styles | Melhor Filme Musical (apresentado por Babyface na cerimônia de estreia) - Jazz Fest: A New Orleans Story – Vários artistas - Adele One Night Only – Adele - Our World – Justin Bieber - Billie Eilish Live at the O2 – Billie Eilish - Motomami (Rosalía TikTok Live Performance) – Rosalía - A Band A Brotherhood A Barn – Neil Young e Crazy Horse |

### Prêmios especiais de mérito
| MusiCares Pessoa do Ano - Berry Gordy - Smokey Robinson |

| Prêmio Conjunto da Obra - The Supremes - Nirvana - Ma Rainey - Nile Rodgers - Ann Wilson e Nancy Wilson - Bobby McFerrin - Slick Rick |

| Prêmio Dr. Dre de Impacto Global (apresentado por LL Cool J) - Dr. Dre |

| Melhor Canção de Mudança Social (apresentado por Jill Biden) - "Baraye" – Shervin Hajipour |